# マイケル・オバフェミ
マイケル・オルワドゥロティミ・オバフェミ（Michael Oluwadurotimi Obafemi、2000年7月6日 - ）は、アイルランド・ダブリン出身のサッカー選手。EFLチャンピオンシップ・バーンリーFC所属。アイルランド代表。ポジションはFW。

## クラブ経歴
アイルランドの首都ダブリン出身。両親はともにナイジェリアからの移民である。生まれて直ぐに、父の仕事のためイギリスのロンドンへと移住した。
6歳の時に、地元のRyan FCに入団し、その後はロンドンに拠点を置くクラブのユースチームを転々とし、2016年にサウサンプトンFCの下部組織に加入した。
2018年1月21日のプレミアリーグのトッテナム・ホットスパー戦でトップチームデビューを飾った。また、この時の17歳と116日でのリーグ出場は、サウサンプトンにおいて、ルーク・ショーに次ぐ若さとなった。12月22日のハダースフィールド・タウンFCとの試合ではリーグ初得点を記録して、3-1での勝利に貢献し、18歳と169日でのゴールはサウサンプトン史上最も若い得点となった。
2021年8月31日、スウォンジー・シティAFCに3年契約で移籍した。

## 代表経歴
2018年11月6日、親善試合で北アイルランドと、UEFAネーションズリーグでデンマークと戦うアイルランドのフル代表に初招集された。そして、デンマーク代表との試合で、後半から途中出場し、2000年代生まれの選手がフル代表出場をするのは初めてのこととなった。

## 人物
彼の実兄であるアフォラビ・オバフェミもサッカー選手である。